# John Doyle
John Joseph Doyle (San José, 1966. március 16. – ) amerikai válogatott labdarúgó, sportvezető.

## Pályafutása

### Klubcsapatban
San Joséban született Kaliforniában. Futballozni középiskolás korában kezdett, később pedig felvételt nyert a San Francisco-i Egyetemre, ahol folytatta a labdarúgást.
Profi pályafutását 1987-ben kezdte a San Jose Earthquakes csapatánál, mely a nyugati labdarúgó-bajnokságban (Western Soccer League) szerepelt. 1989-ben és 1990-ben, amikor a főiskolai szezon szünetelt a San Francisco Bay Blackhawks együttesében játszott. 1989-ben beválasztották a bajnokság All-Star csapatába.
1990-ben a svéd Örgryte IS csapatához igazolt, ahol három szezont töltött. 1992 nyarán 6 mérkőzés erejéig kölcsönadták a San Francisco Bay Blackhawks-nak. 1993-ban Németországba igazolt a VfB Leipzighoz, mely akkor jutott fel az első osztályba, de az 1993–94-es szezon végén az utolsó helyen végzett és kiesett.
1996-ban hazatért az újonnan megalakuló MLS-be. 1996 és 2000 között a San Jose Earthquakes csapatában játszott. 1996-ban beválasztották az MLS Év csapatába.

### A válogatottban
1987 és 1994 között 53 alkalommal szerepelt az Egyesült Államok válogatottjában és 3 gólt szerzett. 1987 május 30-án egy Kanada elleni mérkőzésen mutatkozott be a nemzeti csapatban.
Tagja volt az 1988. évi nyári olimpiai játékokon és az 1990-es világbajnokságon szereplő válogatott keretének is. Utóbbit javarészt főiskolás és félprofi játékosok alkották. A tornát három vereséggel zárták, de több játékos, mint John Harkes, Tab Ramos, Meola, Marcelo Balboa és Eric Wynalda formálta azt a magot, amely köré az amerikai válogatott épült a 90-es években és fontos szerepet játszottak az MLS fejlődésében.
Az 1991-es CONCACAF-aranykupán arany, az 1993-as CONCACAF-aranykupán pedig ezüstérmet szerzett a válogatottal.

## Sikerei
Egyesült Államok
- CONCACAF-aranykupa győztes (1): 1991

Egyéni
- MLS Év csapata (1): 1996

## Külső hivatkozások
- John Doyle – a FIFA adatbázisában
- John Doyle adatlapja a National-Football-Teams.com oldalon (angolul)

- John Doyle adatlapja a worldfootball.net oldalon (angolul)
- John Doyle profilja az Olympedia oldalán (angolul)